# Khu nghỉ dưỡng Hoa Sen Trắng (mùa 1)
Phần đầu tiên của The White Lotus, loạt phim truyền hình hài châm biếm Mỹ, phát sóng ngày 11 tháng 7 năm 2021 trên HBO. Phim do Mike White sáng lập, biên kịch và đạo diễn. Dự án được cấp phép sản xuất vào tháng 10 năm 2020 và ghi hình tại Hawaii cuối năm đó. Dàn diễn viên trong phim gồm có Murray Bartlett, Connie Britton, Jennifer Coolidge, Alexandra Daddario, Fred Hechinger, Jake Lacy, Brittany O'Grady, Natasha Rothwell, Sydney Sweeney, Steve Zahn và Molly Shannon. Mùa này có sáu tập, kể về những sự việc xảy ra với nhân viên khách sạn White Lotus và các vị khách giàu có trong thời gian lưu trú tại đây.
Phim dành nhiều đánh giá tích cực, thắng mười giải trên tổng số 11 đề cử Primetime Emmy lần thứ 74 và chín đề cử Primetime Creative Arts Emmy. Ngày 10 tháng 8 năm 2021, HBO quyết định thực hiện tiếp mùa hai, công chiếu ngày 30 tháng 10 năm 2022.

## Phân vai

### Chính
Nhóm nhân vật Mossbacher
- Connie Britton vai Nicole Mossbacher,[1] CFO của một công ty công nghệ, vợ của Mark
- Steve Zahn vai Mark Mossbacher,[1] chồng Nicole, đang chịu khủng hoảng tâm lý
- Sydney Sweeney vai Olivia,[1] con gái thờ ơ và vô tâm của Nicole và Mark, là sinh viên đại học năm hai
- Fred Hechinger vai Quinn,[1] cậu con trai ít tiếp xúc xã hội của Nicole và Mark
- Brittany O'Grady vai Paula,[1] bạn đại học của Olivia

Nhóm nhân vật Shane
- Jake Lacy vai Shane Patton,[1] chồng Rachel, một nhà môi giới nhà đất giàu có, khó chịu vì không được ở phòng cao cấp như đã đặt trước
- Alexandra Daddario vai Rachel,[1] một nhà báo vừa kết hôn với Shane
- Murray Bartlett vai Armond,[1] quản lý khách sạn, đã cai rượu được 5 năm nhưng dễ bị kích động
- Molly Shannon vai Kitty,[2] mẹ của Shane

Nhóm nhân vật Tanya
- Jennifer Coolidge vai Tanya McQuoid,[1] một người đàn bà trung niên giàu có, mẹ mất cách đây không lâu
- Natasha Rothwell vai Belinda Lindsey,[1] quản lý khu spa của khách sạn

### Phụ
- Jon Gries vai Greg,[3] khách hàng, sau này trở thành bạn trai Tanya
- Kekoa Scott Kekumano vai Kai,[3] nhân viên, sau này có tình cảm với Paula
- Lukas Gage vai Dillon,[3] nhân viên
- Alec Merlino vai Hutch,[4] bồi bàn

### Khách mời
- Jolene Purdy vai Lani,[3] nhận viên thực tập tại White Lotus

## Danh sách tập
| TT. tổng thể | TT. trong mùa phim | Tiêu đề              | Đạo diễn   | Biên kịch  | Ngày phát hành gốc  | Người xem tại U.S. (triệu) |
| --- | ------------------ | -------------------- | ---------- | ---------- | ------------------- | -------------------------- |
| 1 | 1                  | "Arrivals"           | Mike White | Mike White | 11 tháng 7 năm 2021 | 0.420                      |
| Phim mở màn với cảnh Shane Patton ngồi nhìn sân bay qua lớp cửa kính, có một chiếc hòm thi thể đang được chở lên máy bay. Phim chuyển cảnh về bảy ngày trước, khi những vị khách giàu có ghé thăm White Lotus trên đảo Maui. Họ được quản lý Armond và nhân viên Lani tiếp đón. Rachel và Shane đi một cặp vợ chồng mới cưới đi tuần trăng mật. Shane bực mình vì không được ở phòng cao cấp như đã đặt trước, khiến vợ hoài nghi về tính cách của anh và cả cuộc hôn nhân vừa mới bắt đầu. Tanya McQuoid là một phụ nữ trung niên đến Hawaii để rải tro cốt của mẹ, bà muốn đặt hẹn mát-xa nhưng không còn lịch. Belinda Lindsey, quản lý khu spa, vì vậy đứng ra hỗ trợ cho bà. Doanh nhân CFO Nicole Mossbacher nói chuyện với chồng Mark về khả năng ông bị ung thư. Mark quyết định dành thời gian bên con trai Quinn. Con gái hai người là Olivia và bạn thân Paula tình cờ gặp Rachel ở bể bơi, cả hai buông lời coi thường cô. Lani đang mang thai và bất ngờ bị vỡ nước ối. Mark nghe điện từ bác sĩ nhưng cuộc gọi bị ngắt trước khi kịp nghe chẩn đoán. Rachel và Shane dàn hoà.                                                        |                    |                      |            |            |                     |                            |
| 2 | 2                  | "New Day"            | Mike White | Mike White | 18 tháng 7 năm 2021 | 0.459                      |
| Mark thở phào khi biết tin không bị bệnh, nhưng lại được người chú tiết lộ bí mật rằng cha là người đồng tính, đã mất vì AIDS. Shane gọi điện mách mẹ để báo cho bên đại lý nhắc nhở Armond vì lỗi đặt phòng. Rachel có ý định tiếp tục nghề báo, nhưng chồng cô cho rằng giờ cô không cần làm việc nữa. Rachel gặp Nicole và được khuyên nên có sự nghiệp riêng. Rachel rất ngưỡng mộ và chia sẻ từng viết một bài báo về bà. Nicole nhớ ra và trách cô vì những thông tin sai sự thật mà cô đã viết. Rachel hoài nghi khả năng của mình, cộng thêm Shane thuyết phục, cô quyết định nghỉ việc. Olivia và Paula chơi ma tuý ngoài bãi biển, tình cờ gặp Tanya, cả hai vội bỏ đi và để quên túi đồ vẫn còn thuốc. Chiếc túi được đưa về quầy nhân viên. Tuy đã cai nghiện nhưng với môi trường làm việc áp lực, Armond quyết định giữ túi đồ. Olivia ghen tị khi thấy Paula làm quen với nhân viên Kai. Tanya mời Belinda đi ăn tối, bà ngỏ ý muốn góp vốn cho dự án chăm sóc sức khoẻ của cô. Olivia chiếm chỗ phòng khách sạn, khiến Quinn, vốn là cậu bé nhút nhát, ra bờ biển ngủ. Anh thấy thích thú khi ngắm nhìn đàn cá voi bơi ngoài khơi. |                    |                      |            |            |                     |                            |
| 3 | 3                  | "Mysterious Monkeys" | Mike White | Mike White | 25 tháng 7 năm 2021 | 0.478                      |
| Olivia ngày một ngờ vực về Paula, khiến cô do dự về việc có nên tiếp tục với Kai hay không. Quinn thức dậy và bực tức vì tất cả đồ chơi điện tử đã bị sóng đánh trôi sau một đêm. Shane và Rachel quan hệ nhưng cô không biết liệu anh có thực sự yêu cô không, hay chỉ ham muốn tình dục. Để an ủi, Shane tổ chức một bữa tối lãng mạn. Armond ghét Shane vì chuyện đặt phòng, anh đáp trả bằng cách đề xuất họ đi thuyền ngắm hoàng hôn, trong khi nó vốn đã được Tanya thuê từ trước để đi rải tro cốt. Chịu cảnh khóc lóc của Tanya trên thuyền, Shane càng tức tối thêm. Mark buồn rầu về chuyện của cha mình, uống rượu say ở quầy bar, sau đó bị Nicole từ chối khi cố gần gũi vợ. Armond lén dùng ma túy trong túi lúc trước, anh phê thuốc và đi tán tỉnh nhân viên Dillon. Gặp Mark, anh tiết lộ mình là gay và rủ làm tình khi Mark tò mò về quan hệ hậu môn. Tối hôm đó, Olivia rình theo Paula, phát hiện bạn thân quan hệ với Kai. |                    |                      |            |            |                     |                            |
| 4 | 4                  | "Recentering"        | Mike White | Mike White | 1 tháng 8 năm 2021  | 0.515                      |
| Quinn tiếp tục ra biển ngủ, lần này anh gặp những người dân địa phương mang thuyền ra khơi và bắt đầu thấy thích. Tanya nói với Olivia rằng quầy lễ tân đang giữ túi xách, họ tới hỏi Armond để lấy lại. Shane đòi gặp giám đốc làm cho Armond bực mình, anh giữ lại thuốc và trả túi đồ cho Olivia. Tanya huỷ công việc với Belinda sau bao lời hứa hẹn, khi bà tình cờ làm quen với người đàn ông tên Greg ở phòng bên cạnh. Mẹ của Shane là Kitty tới thăm hai con, khiến Rachel thêm khó xử. Mark tiết lộ với Quill rằng ông từng ngoại tình khi đã có Nicole. Quill vô tình nói lại chuyện này trong bữa tối khi Nicole cũng có mặt ở đó. Armond rủ Dillon vào văn phòng để chơi thuốc và quan hệ. Shane nhận ra Armond cho mình số điện thoại không phải của giám đốc, anh lao tới văn phòng chất vấn và phát hiện chuyện của hai người. |                    |                      |            |            |                     |                            |
| 5 | 5                  | "The Lotus-Eaters"   | Mike White | Mike White | 8 tháng 8 năm 2021  | 0.541                      |
| Để tránh bị tố giác, Armond chuyển cặp Shane lên phòng cao cấp như đã hứa. Sau khi nói chuyện với Kitty, Rachel dần cảm thấy mình như một món đồ mà Shane muốn giành được, cô tự vấn bản thân về việc kết hôn. Tanya ngày một thân thiết với Greg, bỏ mặc Belinda. Quinn tham gia chèo thuyền với đám dân địa phương. Kai tiết lộ khách sạn đã chiếm đất của những người bản xứ như anh để làm du lịch, và thật trớ trêu khi chính anh lại đang làm nhân viên cho họ. Paula cho anh mật khẩu két sắt phòng, xúi anh lấy trộm cặp vòng tay của Nicole để bán lấy tiền kiện khách sạn. Nicole bỏ qua việc chồng ngoại tình, nhưng trách anh đi kể lại cho con. Thất vọng khi là người nuôi gia đình nhưng không được quan tâm, đồng thời coi thường chồng, Nicole bỏ lên phòng, Mark cũng chạy theo sau. Đúng lúc này, Kai đang lấy cắp trang sức, Mark đánh nhau với Kai và bảo vệ vợ. Kai sau đó bỏ trốn. Olivia nghi ngờ Paula có liên quan tới vụ trộm. Mark cuối cùng cũng nhận được tôn trọng từ vợ. |                    |                      |            |            |                     |                            |
| 6 | 6                  | "Departures"         | Mike White | Mike White | 15 tháng 8 năm 2021 | 0.850                      |
| Rachel thú nhận cô cảm thấy sai khi cưới Shane. Tanya quyết định gắn bó với Greg dù ông đang bị bệnh giai đoạn cuối, đồng thời rút lui hoàn toàn khỏi việc kinh doanh. Không đủ tài chính, Belinda hụt hẫng và phải huỷ bỏ kế hoạch. Khi Rachel nhờ tư vấn chuyện tình cảm, Belinda thờ ơ và bỏ mặc cô. Kai bị bắt, trả lại nữ trang cho nhà Mark, hiển nhiên xác nhận nghi ngờ của Olivia là đúng. Paula thừa nhận liên quan, nhưng trách gia đình bạn về sự giàu có bằng cách giẫm đạp lên người khác. Cả hai sau đó làm hoà. Quill nói muốn ở lại hòn đảo để chèo thuyền nhưng bị cha mẹ phản đối. Shane nghe kể về vụ trộm, gọi cho đại lý du lịch để dị nghị với khách sạn, khiến cho Armond bị đuổi việc. Ngày cuối làm việc, Armond chơi hết số thuốc của Olivia. Anh lên phòng Shane trả thù bằng cách đại tiện vào va-li của anh, nhưng khi chuẩn bị lẻn ra thì Shane trở lại. Nghe thấy tiếng động lạ, Shane lấy dao tự vệ, vô tình đâm chết Armond. Xác của anh được đưa lên máy bay. Tại sân bay, Rachel quyết định tiếp tục ở với Shane, trong khi Quill bỏ gia đình, tới sống với người dân địa phương.                              |                    |                      |            |            |                     |                            |